# 村田町村田
村田町村田（むらたまちむらた）は、宮城県柴田郡村田町にある重要伝統的建造物群保存地区。村田町村田の一部、約7.4haの範囲である。

## 概要
村田町は仙台市の南方に位置し、その中の村田は江戸時代に村田城の東側を中心に紅花の集散地として、明治時代以降は繭の集散地として栄えた商家町である。江戸時代の商人は上方等と活発に取引きをし、明治時代期以降の商人は商店経営や地主経営等を積極的に行って財を成した。
村田城の東側に道路と宅地と水路等が整然と配置されていて、東端の荒川と平行に通る道の両側に「町家」と示された街区があり、この一部が保存地区に選定されている。南北に通る街道に対して間口が狭く奥行きが深い短冊状の敷地割りが当時のまま保たれている。通りに面して店舗専用建築と門が交互に並ぶ特徴的な町並で、店はなまこ壁を多用した重厚な土蔵造で、門には彫刻や欄間を飾っている。

## 重要伝統的建造物群保存地区データ
地区名称：村田町村田
種別：商家町
選定年月日：2014年9月18日
選定基準：（1）伝統的建造物群が全体として意匠的に優秀なもの
面積：7.4ha

## 主な建造物・施設
- 村田商人記念館
- 蔵の観光案内所

## アクセス
- JR東日本東北本線大河原駅下車 車で約20分
- JR東日本仙台駅下車 車で約35分
- 仙台国際空港から車で約40分

## 周辺情報
- スポーツランドSUGO
- 白鳥神社
- 願勝寺
- 村田城跡